# Elisabeth van Wijngaarden
Elisabeth Maria van Wijngaarden (Nieuwveen, 18 maart 1869 – Voorthuizen, 30 maart 1957) was vredesactivist en oprichter van de Algemeene Nederlandsche Vrouwen Vredebond.

## Biografie
Ze was een dochter van Johannes van Wijngaarden, winkelier in Nieuwveen en later bloemist in Bodegraven, en Elisabeth Turkenburg. Haar vader was als weduwnaar met haar moeder getrouwd. Van Wijngaarden verloor als jong meisje een jong broertje en zusje. Ze had nog twee broers, die beiden getrouwd waren.
Van Wijngaarden begon na het uitbreken van de Eerste Wereldoorlog een grote vredesactie. Deze actie resulteerde in de oprichting van de Algemeene Nederlandsche Vrouwen Vredebond (ANVV) in 1914. Tijdens de Tweede Wereldoorlog werd het werk van de vredebond door de Duitsers onmogelijk gemaakt en werd de Nederlandse afdeling van de Internationale Vrouwen Vredebond, zoals de bond na fusie met de Internationale Vrouwenbond voor Vrede en Vrijheid heette, tijdelijk ontbonden.
In de oorlog richtte Van Wijngaarden op Terschelling het kinderhuis ‘De goede haven’ op. Na 1945 vonden vele kinderen die hadden geleden onder Duitse of Japanse bezetting daar een goed tehuis. De kinderen konden er met hun ouders verblijven. Na de oorlog sloot Van Wijngaarden zich aan bij de wereldfederalisten.
Elisabeth Maria van Wijngaarden is op 30 maart 1957 op 88-jarige leeftijd overleden en ligt begraven op de algemene begraafplaats in Voorthuizen.